# 天主教塔拉戈纳总教区
天主教塔拉戈納總教區（拉丁語：Archidioecesis Tarraconensis）是一個位於西班牙東南部地區的羅馬天主教總教區，教座位於塔拉戈納。
其開教史可以追溯至大雅各伯和保祿宗徒。教區最遲成立於3世紀。5世紀升為總教區。

## 現況

塔拉戈納總教區直轄範圍圖

2011年，在當地553,000人口中，有教友521,000人，佔轄區總人口94.2%、200個堂區、174名司鐸、7名執事、109名修士、415名修女。
現任總主教為若望·普拉內利亞斯-伊-巴爾諾塞利，榮休總主教為雅各伯·普霍爾-巴爾塞勒斯。

## 附屬教區
下轄六個教區有天主教赫羅納教區、天主教萊里達教區、天主教索爾索納教區、天主教托爾托薩教區、天主教烏赫爾教區及天主教比克教區。